# This very day
this very day (ディスベリーデイ)は、日本のロックバンド。2023年、無期限活動休止を発表。2025年より活動再開。

## 現在のメンバー
- 勇仁 (1996年11月5日 - )：ボーカル、ピアノ (結成 - )以前の名義はYuji。唯一のオリジナルメンバー。前体制のバンドの無期限活動休止期間より『落合 勇仁』名義でソロ活動も平行して行っている[2]。

- 花城 伸昌：ギター (2025年 - ) 自身のバンド『ASTLIGHT』でも活動中。
- 森 理（1997年11月8日 - ）：ベース (2025年 - )自身のバンド『OFFELIA』でも活動中の他、数々のアーティストのサポートもこなす。
- ヒロム（12月1日 - ）：ドラムス (2025年 - )自身のバンド『SEPTALUCK』でも活動中の他、数々のアーティストのサポートもこなす。

## 旧メンバー
- Yuchaso[3]（10月26日 - ）：ギター (結成 - 2021年8月20日)
- Kohta[4]（10月20日 - ）：ギター (結成 - 2022年1月28日)
- SHiN[5]（8月14日 - ）：ベース (結成 - 2022年1月28日)
- DieGo[6]（10月17日 - ）：ギター (2022年1月1日 - 6月17日)
  - 現在は、シンガーソングライターtigaとして活動[7]。
- Kamran[8]（1997年8月28日 - ）：ベース (2022年 - 2023年3月25日)
- 爽人[9]（7月31日 - ）：ギター (2022年 - 2023年7月22日)
  - 現在は、Mana Diagramで活動[10]。

- 涼雅[11] (1998年2月1日 - )：ドラムス (結成 - 2024年9月27日)
  - 以前の名義はRyoga。

## 経歴
2019年
- 8月1日、Yuji、Yuchaso、Ryoga、Kohta、SHiNの5人で結成[12]。

2021年
- 8月20日、Yuchasoが脱退[13]。

2022年
- 1月1日、DieGoが正式加入[14]。
- 1月28日のライブ「THE NEW ONE Vol.1」を以て、KohtaとSHiNが脱退[15]。
- 6月17日のライブ「THE NEW ONE vol.6」を以て、DieGoが脱退[16]。
- バンド名をNICE LADY FIRSTに変更。

2023年
- 3月25日のライブをもって、Kamranが脱退[17]。
- 4月2日、勇仁、爽人、涼雅の3人でバンド名をthis very dayに戻し、小文字表記に変え、新たに始動することを発表[18]。
- 5月24日、7月22日開催のワンマンライブ・NO COUNTを以てのバンド無期限活動休止・それに伴う爽人の脱退を発表[1]。

2024年
- 9月27日、涼雅が脱退。

2025年
- 1月1日、活動再開を発表。